# Cajera (náutica)
En náutica, la cajera es la abertura que tienen las poleas o motones y cuadernales para la colocación y giro de la roldana o garrucha, y cualquiera otra semejante, practicada en mástil, verga, costado, etc.